# Villa Lante
Villa Lante ima manieristični vrt presenečenja v mestu Bagnaia v Viterbu v osrednji Italiji, ki ga pripisujejo Jacopu Barozzi da Vignoli ).
Villa Lante ni postala tako znana, dokler ni prešla k plemiču Ippolitu Lante Montefeltro della Rovere, vojvodi Bomarza, v 17. stoletju, ko je bila stara že 100 let.
Vila, ki je v lasti Republike Italije, od decembra 2014 jo vodi Polo Museale del Lazio, oddelek Ministrstva za kulturno dediščino Italije.

## Arhitekturno oblikovanje
Vila Lante je sestavljena iz dveh hiš (casini ), ki sta skoraj enaki, a so ju v obdobju 30 let zgradili različni lastniki. Vsaka kvadratna stavba ima pritličje rustificiranih arkad ali lož, ki podpirajo piano nobile zgoraj. Vsaka fasada v tem nadstropju ima le tri okna, v katerih se izmenjujejo okrogli ali koničasti pedimenti. Vsako okno je v parih razdeljeno s pilastri. Zgornje nadstropje ima le majhna pravokotna okna nad okni piano nobile. Vsaka hiša je na vrhu strehe okronana s stolpom ali lanterno. Tudi te okrašene kvadratne lanterne imajo pilastre in okna tako prava kot slepa.
Vsako od teh hiš je v svojem strogem manierističnem slogu zgradil drug nepovezan lastnik. Villo Lante je prvi naročil kardinal Gianfrancesco Gambara, ki je dal svoj priimek prvi hiši.
Zdi se, da se je delo začelo leta 1566 na desni strani (ko se vstopi) hiše. Menijo, da je Gambara naročil Vignoli, da oblikuje projekt (vila je pripisana samo Vignoli) in začne dela in zasnovo vrtov, po katerih naj bi vila postala znana. Prva hiša in zgornji vrt sta bila hitro dokončana, nato pa je bilo delo prekinjeno za preostanek Gambarinega življenja.
Gambara je umrl leta 1587, nasledil ga je 17-letni nečak papeža Siksta V., kardinal Alessandro Peretti di Montalto, kot apostolski upravitelj v Viterbu. Ravno ta mladec je zaključil projekt v Bagnaii in zgradil drugo hišo. hiši se najbolj razlikujeta po svojih freskah: freske krajine v Gambarijevi in freske Montalta kasnejšega umetnika v bolj klasičnem slogu. V Gambarovi hiši so freske obokane lože barvite in poudarjajo arhitekturne detajle, medtem ko je v Montaltovi hiši glavna sprejemna soba kombinacija freske in mavčne skulpture, skoraj trompe l'oeil.

## Oblikovanje vrta
Na vrtovih vile Lante so kaskade, fontane in jame. Vizualna in harmonična koreografija vode ter mehanska dovršenost njenega toka je bila dosežena šele po tem, ko je bil poklican Tommaso Ghinucci, inženir hidravlike in arhitekt iz Siene; domneva se, da je bila njegova vloga nadzor nad hidravliko in gradbenimi deli. Čeprav so se posvetovali tudi s priznanim starinarjem in arhitektom Pirrom Ligoriom, se zdi verjetno, da je uspeh vodnih značilnosti posledica Ghinuccijevega strokovnega znanja, ki še danes zagotavljalo, da voda teče skozi vrtove.
Quadrato je popolnoma kvadratni parter. Hiši dvojčici stojita na eni strani, na preostalih treh straneh pa je vrt zaprt z visokimi pušpanovimi mejami. V sredini je oblikovana nizka škatla in formira okrasne vzorce okoli majhnih fontan in skulptur. Glavna značilnost tega parterja je zapletena fontana v središču, sestavljena iz štirih kotlin, ločenih s sprehodi s parapeti, okrašenimi s kamnitimi ananasi in žarami, ki sekajo vodo. V osrčju kompleksa je v osrednjem bazenu  Giambolognova Fontana dei Mori: štiri barja v naravni velikosti stojijo okoli dveh levov; visoko držita heraldično goro, ki jo obdaja zvezdasta fontana, Montaltov grb. To je osrednja točka te nenavadne kompozicije hiš in parterja.
Na prvi od vzpenjajočih se teras med dvema kamnitima stopniščema je Fontana dei Lumini (Fontana svetilk), krožna stopenjska fontana; na polički vsakega nivoja je manjša fontana, ki posnemajo rimske oljne svetilke, in izlivajo majhne curke vode, ki na sončni svetlobi učinkujejo kot da so plameni svetilk. V senci te terase so kamelije in drugi cvetoči grmi, dodani v 19. stoletju.
Na naslednji terasi je velika in dolga kamnita miza z osrednjim kanalom s tekočo vodo, ki ohranja vino hladno. Na zadnji strani te terase so ob boku fontane veliki izklesani rečni bogovi. Neposredno zgoraj in oskrbuje z vodo fontano, je catena d'acqua ali veriga vode, vodni element (gioco d'acqua), ki ga lahko vidimo na drugih vrtovih iz 16. stoletja (kot sta Villa Farnese in Vila d'Este); ta kopel majhnih kotlin omogoča, da voda valovi navzdol, pride do fontane med izklesanimi kremplji rakov, kar se nanaša na heraldično napravo kardinala Gambera. Medtem stopnice ob catena d'acqua vodijo do naslednje terase.
Na naslednji zgornji terasi so še fontane in jame ter dve majhni casini, imenovani Hiša muz, katerih stranice obkrožajo veliko Fontano poplav, ki zaključuje glavno os vrta. Obrobje teh majhnih zgradb je dobilo hrapavo teksturo, da se uskladi z naravno grobo skalo fontane in vodnimi kanali, postavljenimi v napuščih (ki jih upravlja daljinsko stikalo), ki projicirajo curke vode za dokončanje vizualnega ansambla, znanega kot 'gledališče voda'. Na glavnih fasadah teh majhnih hiš, podobno kot so na spodnji terasi, so lože Serliana, ki jih sestavljajo jonski stebri, kar nakazuje, da jih je morda oblikoval Vignola. Na vencih so vklesana imena kardinala Gambare. Ena hiša omogoča dostop do majhnega skrivnega vrta, vrta živih mej in topiarija z vrsto stebrov, ki ustvarjajo skoraj melanholičen zrak.
Perspektivni načrt iz leta 1609 prikazuje gozdnato območje sprehodov in razgledov do obeliskov ter labirint.

## 20. stoletje
Po propadu zadnjega kardinala lastnika leta 1656 je vila Lante prešla k družini vojvode Ippolita Lanteja, v družini katere je ostala več generacij. V 19. stoletju je družina, ki jo je obudila ameriška naslednica vojvodinja (hči Thomasa Daviesa iz New Yorka ), še vedno živela v Lanteju v nekakšnem slogu: v hiši Gambara je živela vojvodska družina, Montalto pa je bil rezerviran za njihove goste.
Leta 1944 so bili vrtovi in hiše močno poškodovani zaradi zavezniškega bombardiranja po padcu Rima. Konec 20. stoletja je vilo prevzel dr. Angelo Cantoni, ki je zaključil dolg program obnove. Zdaj je del Grandi Giardini Italiani.
In 1944 the gardens and casini were heavily damaged by Allied bombing after the fall of Rome. In the late 20th century the Villa was acquired by Dr. Angelo Cantoni, who completed a long program of restoration. It is now part of the Grandi Giardini Italiani. 